# Juncus caesariensis
Juncus caesariensis är en tågväxtart som beskrevs av Frederick Vernon Coville. Juncus caesariensis ingår i släktet tåg, och familjen tågväxter. Inga underarter finns listade i Catalogue of Life.